# Andropogon brazzae
Andropogon brazzae är en gräsart som beskrevs av Adrien René Franchet. Andropogon brazzae ingår i släktet Andropogon och familjen gräs. Inga underarter finns listade i Catalogue of Life.